# Century Motor Vehicle Company
Century Motor Vehicle Company war ein US-amerikanischer Hersteller von Automobilen.

## Unternehmensgeschichte
Charles A. Bridgman, Charles Listman, Hiram F. Plumb, Charles F. Saul und William Van Wagoner gründeten 1900 das Unternehmen. Der Sitz war in Syracuse im US-Bundesstaat New York. Nachdem 1900 nur Prototypen entstanden, begann 1901 die Serienproduktion von Automobilen. Der Markenname lautete Century. Einige Fahrzeuge wurden nach England exportiert und dort 1901 als Ophir vertrieben. Bis November 1901 entstanden bereits 60 Fahrzeuge. Anfang 1903 endete die Produktion. Der Bankrott folgte im Januar 1904.
Es gab keine Verbindungen zur Century Manufacturing Company aus Missouri und zur Century Manufacturing Company aus Michigan, die den gleichen Markennamen verwendeten.

## Fahrzeuge
Eine Baureihe hatte einen Elektromotor. Das Modell No. 1 war ein zweisitziger Runabout. 1902 ergänzten das Modell No. 2 als Viersitzer und das Modell No. 3 als leichtes Nutzfahrzeug das Sortiment.
Eine andere Baureihe waren Dampfwagen, die nur bis 1902 hergestellt wurden. Sie hatten Zweizylinder-Dampfmotoren. Ungewöhnlich war der Kardanantrieb. Es gab sie 1901 als No. 1 und 1902 sowohl als No. 1 als auch als No. 2 mit den gleichen Aufbauten wie die Elektroautos.
1902 kam mit dem Modell Tourist ein Fahrzeug mit einem Ottomotor dazu. Ein Einzylindermotor mit 7 PS Leistung trieb die Fahrzeuge an. Der Radstand betrug 183 cm. Eine Abbildung zeigt einen Dos-à-dos mit Platz für vier Personen, Rücken an Rücken. Der Neupreis betrug 750 US-Dollar. Zum Vergleich: Das Oldsmobile Curved Dash war mit 650 Dollar billiger, aber nur ein Zweisitzer. Das Ford Modell A mit dem gleichen Radstand war mit 950 Dollar für ein Tonneau teurer, hatte aber einen Zweizylindermotor mit 8 PS Leistung.